# 蘇六娘
《蘇六娘》是一齣潮州戲，這齣戲是根據一個在揭陽雷浦村流傳了幾百年的愛情故事改編而成。明代萬歷年間就有記錄關於蘇六娘故事的《摘錦潮調金花女十全》和《古版蘇六娘》潮州歌冊。1957年，《蘇六娘》被香港鴻圖影業公司拍攝成黑白電影，並於1959年12月拍成彩色影片。

## 故事摘要
明朝弘治年間，揭陽雷浦蘇員外有個年輕貌美的女兒，名叫六娘，她在潮陽西臚舅父家寄讀，與表哥郭繼春青梅竹馬，日久生情，並且私訂終身。蘇員外是一個趨炎附勢的人，將六娘許配給潮州饒平府衙楊師爺之子楊子良，六娘拒絕這頭婚事，不肯嫁給楊子良。楊師爺通過族長施加壓力，六娘決定投江殉情。

## 不同版本
潮州民間廣為流傳的蘇六娘傳說，而歌曲、戲曲、故事形式流傳。他們的結局亦有好幾個不同的版本，例如：「沉江」（浸豬籠）、「投江」、「私奔」等，例如：
傳説版本：在結婚之前，六娘逃往桃花原本居住的鄉村（京北村）暫避，蘇員外只好挑選一名婢女假冒六娘代嫁。楊子良半路發覺，把假冒六娘的婢女打死。楊父得知兒子打死人之後，生怕出事，於是假稱新娘不幸掉下深坑死亡，把這事暫時平息下去。幾經周折，郭繼春之父（六娘的舅父）郭員外命人到京北村悄悄把六娘接過府，暗隨繼春上省赴試。不過，繼春最終落第而回，而且整個過程被楊子良得知，由他父親修書給蘇氏族長，要求他們執行族法，嚴治蘇六娘。族長命家丁將六娘騙回家鄉，拖到祖祠，召集蘇姓族人，打開神龕宣讀族法，並將蘇六娘裝進豬籠，扛至雙溪嘴，沉下榕江。郭繼春聞訊也悲極投江。據説，第二天，郭繼春抱着蘇六娘，雙雙漂於白嶼海面，同葬於鳳山頂上。在汕頭市潮陽區西臚鎮，人們為蘇六娘建起墓園，成為一處旅遊景點。
電影本的結局是：就在六娘即將投江的時刻，丫環桃花和船伕救了她，並幫助她與表兄一起遠走他鄉。

## 衍生文化
自從明未以來，潮陽一帶有些跟蘇六娘有關的口頭禪，例如：「愛食好魚白腹鯧，愛娶雅畝蘇六娘」和「西臚無望」。「娶妻要娶蘇六娘」是歌頌蘇六娘對愛情的堅定和付出；而「西臚無望」是指一件事很難辦得成（註：蘇六娘的母親是西臚郭氏）。